# Comeback: Um Matador Nunca se Aposenta
Comeback: Um Matador Nunca se Aposenta é um filme de drama brasileiro de 2017 dirigido e escrito por Erico Rassi. O filme conta a história de um pistoleiro aposentado que em meio às humilhações do cotidiano decide voltar ao antigo trabalho. Protagonizado por Nelson Xavier, o filme foi lançado nos cinemas em 25 de maio de 2017.

## Sinopse
O pistoleiro aposentado Amador (Nelson Xavier) vive uma vida relegado ao ostracismo. Um homem solitário e amargurado, ele coleciona em um álbum de recordações histórias de seus crimes antigos. Mas, o velho pistoleiro vive uma existência repleta de humilhações, as quais ele reage usando a violência. Em razão da hostilidade do mundo que o cerca, decide voltar ao trabalho. Entretanto, os tempos são outros e a sua atividade possui mais riscos ainda.

## Elenco
- Nelson Xavier como Amador
- Marcos de Andrade como Neto do Davi
- Gê Martu como Tio
- Everaldo Pontes como Davi
- Eucir de Souza como Cineasta
- Pascoal da Conceição como Jogador
- Wellington Abreu como Pistoleiro
- João Antônio como Zoinho
- Salma Jô como Médica
- Cláudia Nunes como Repórter
- Reginaldo Saddi como Cícero
- Sérgio Sartório como Cineasta
- Henrique Taubaté como dono do bar

## Produção
A direção e o roteiro do filme são assinados por Erico Rassi. As gravações ocorreram em Anápolis, Goiás. O filme foi o último trabalho do ator Nelson Xavier, que faleceu em 10 de maio de 2017, vítima de um câncer de pulmão.